# 炒泡麵

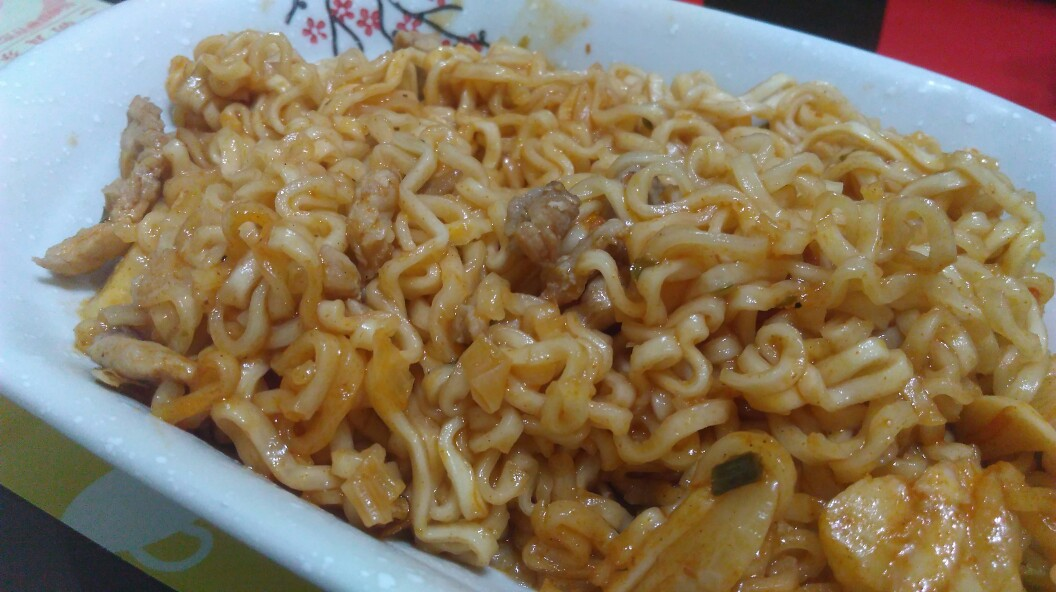
家常炒泡麵

蝦仁炒即食麵

炒即食麵為香港、臺灣、福建以及新馬、印尼、南韓等地的平民食品，其中炒公仔麵是香港的特色食品，最初在香港的茶餐廳出現，如今已在大部分香港餐廳普及。而在厦门，當地的炒泡面原名是“双山牌”沙嗲味即食伊面，但由於包裝上的“厦门泡面”字樣較為醒目，多數人忽略了其原名“即食伊面”。

## 概述

### 香港
香港的茶餐廳多年前已有「炒公仔麵」（公仔麵是一個香港即食麵品牌），或稱作「炒丁」（「丁」指出前一丁），配料有韭黃、五香肉丁、豬扒、雞肉、叉燒及蝦仁等，也有只加豉油、芽菜的「豉油王炒公仔麵」，亦可加入XO醬，也有仿照龍蝦伊麵的豪華做法。香港是最早出現這道食物的地方，是香港的代表食物之一。

### 厦门
炒泡面在厦门存在已久，当今的厦门泡面原料来源于诞生于1986年的“双山牌”沙嗲味即食伊面，厦门泡面这一称呼的知名度甚至高过品牌本身，厦门泡面的味道核心是其中唯一的一包沙茶调味粉，使用沙爹（沙茶）作为面食烹饪调料也是厦门独有的风味。配料常有：卷心菜，红萝卜，古龙红烧猪肉罐头，古龙午餐肉，虾仁等也可以根据个人喜好自行添加配料，但一般不会加入辣椒等重辣味调味品。

### 金門、臺灣
臺灣的炒泡麵有說法是由金門縣金湖鎮安民村「鴻美餐飲」的老闆呂添壽所開發出來的戰地料理。緣由當時店裡油麵用完，又有阿兵哥點炒麵，老闆呂添壽女兒急中生智拿兩包泡麵充當油麵，炒給阿兵哥吃後獲得好評，逐漸變成該店招牌料理，在金門逐漸打開知名度變成金門代表性在地料理。目前臺灣亦有許多地方可以吃到這道料理，如臺北市南港區。不同的店家會有不同的料理方式，基本作法相似而添加的配料及順序有所不同。

### 馬來西亞
馬來西亞當地稱為Maggi Goreng，於當地華人餐廳、印度餐廳或者馬來人開的餐廳都有，Maggi為馬來西亞的即食麵牌子，Goreng為馬來語“炒”的意思，中文也叫“炒Maggi麵”。

### 南韓
由於韓國泡麵麵體粗，在炒的時候不容易炒爛，配料有韓式辣椒醬或起司、韓國泡麵的調味包(乾燥辣椒、乾燥青蔥)與調味粉、青蔥、洋蔥、熱狗、高麗菜等。

## 基本作法
先將泡麵麵體以熱水泡至半軟後下鍋，將麵體與其他佐料，如雞蛋、高麗菜、紅蘿蔔、芽菜、肉絲，吃辣的也可以加上辣椒或辣椒醬一起炒，或是不敢吃辣的可以加入起司拌炒，並加入即食麵附有的調味包及其他調味料一同以油（香港用一般生油，台灣用沙拉油，南韓用香油）拌炒。